# Нёвель-ле-Кромари
Нёве́ль-ле-Кромари́ (фр. Neuvelle-lès-Cromary) — коммуна во Франции, находится в регионе Франш-Конте. Департамент — Верхняя Сона. Входит в состав кантона Рьоз. Округ коммуны — Везуль.
Код INSEE коммуны — 70383.

## География
Коммуна расположена приблизительно в 330 км к юго-востоку от Парижа, в 18 км севернее Безансона, в 26 км к югу от Везуля.

## Население
Население коммуны на 2010 год составляло 324 человека.
| 1962 | 1968 | 1975 | 1982 | 1990 | 1999 | 2010 |
| ---- | ---- | ---- | ---- | ---- | ---- | ---- |
| 132  | 112  | 141  | 154  | 172  | 211  | 324  |

## Администрация
| Период | Период | Фамилия        | Партия | Примечания |
| ------ | ------ | -------------- | ------ | ---------- |
| 2001   | 2007   | Филипп Бретнер |        |            |
| 2007   | 2014   | Клод Демоли    |        |            |

## Экономика
В 2010 году среди 211 человек трудоспособного возраста (15—64 лет) 171 были экономически активными, 40 — неактивными (показатель активности — 81,0 %, в 1999 году было 68,9 %). Из 171 активных жителей работали 163 человека (84 мужчины и 79 женщин), безработных было 8 (5 мужчин и 3 женщины). Среди 40 неактивных 13 человек были учениками или студентами, 18 — пенсионерами, 9 были неактивными по другим причинам.